# Скляров, Сергей Фёдорович
Сергей Фёдорович Скляров (1897—1943) — генерал-майор Рабоче-крестьянской Красной Армии, участник Гражданской и Великой Отечественной войн.

## Биография

Могила Склярова в Парке Вечной Славы в Киеве.

Сергей Скляров родился 14 сентября 1897 года в станице Попутной (ныне — Отрадненский район Краснодарского края). После Октябрьской революции вступил в партизанский отряд Ивана Кочубея, сражался против формирований Добровольческой армии. После окончания Гражданской войны Скляров окончил Ленинградскую высшую кавалерийскую школу РККА и служил на командных должностях в кавалерийских частях. С февраля 1935 года командир 56-го кавалерийского полка 14-й кавалерийской дивизии УВО.
С июля 1941 года Скляров находился на фронтах Великой Отечественной войны. Был назначен командиром формируемой в СКВО 35-й кавалерийской дивизии, которой командовал до февраля 1942 года. Воевал заместителем командира дивизии, командиром 295-й стрелковой дивизии (с 28.03.1942 по 11.06.1942) на Южном, Закавказском, Северо-Кавказском, Степном и Воронежском фронтах. В боях два раза был ранен. Активно участвовал в битве за Кавказ, освобождении Украинской ССР.
Во время битвы за Днепр полковник Сергей Скляров командовал 218-й Ромоданской стрелковой дивизией, которая успешно выполнила поставленную командованием боевую задачу по форсированию реки и захвату плацдарма на её западном берегу в районе деревни Пекари Каневского района Черкасской области. Через захваченный дивизией Склярова плацдарм начала своё наступление не только сама она, но и 294-я стрелковая дивизия. За боевые заслуги 19 октября 1943 года командир 21-го стрелкового корпуса генерал-майор Василий Абрамов, за успешное форсирование реки Днепр, представил Склярова к званию Героя Советского Союза, однако командующий войсками 47-й армии генерал-лейтенант Ф. Ф. Жмаченко снизил статус награды до ордена Суворова 2-й степени. 29 октября 1943 года Склярову было присвоено воинское звание генерал-майора.
12 ноября 1943 года Скляров погиб в бою. Похоронен на Мемориале Вечной Славы в Киеве.
Был награждён Юбилейной медалью «XX лет Рабоче-Крестьянской Красной Армии»(1938), орденами Суворова 2-й степени (1943) и Красной Звезды (1942).